# Bosanski Petrovac
Bosanski Petrovac – miasto w Bośni i Hercegowinie, w Federacji Bośni i Hercegowiny, w kantonie uńsko-sańskim, siedziba gminy Bosanski Petrovac. W 2013 roku liczyła 3427 mieszkańców, z czego większość stanowili Boszniacy.
Siedziba eparchii bihacko-petrovackiej Serbskiego Kościoła Prawosławnego. W mieście znajduje się katedralny sobór Świętych Piotra i Pawła.